# Naroże dachowe
Naroże dachowe – krawędź dachu powstająca na przecięciu bocznych połaci dachowych pod kątem ostrym.